# Simon Fieschi
Pour les articles homonymes, voir Fieschi (homonymie).
Simon Fieschi est un webmaster français né en 1983 à Paris et mort en 2024 dans la même ville.
Très grièvement blessé lors de l'attentat contre Charlie Hebdo le 7 janvier 2015, à 31 ans, il reste lourdement handicapé. Il meurt le 17 octobre 2024 à Paris, à 40 ans.

## Biographie
Simon Fieschi est né le 3 novembre 1983 à Paris XIe. Pour l’obtention d’un master en sciences humaines de l'Université Paris-Sorbonne, il rédige un mémoire de maîtrise sur la lutte menée par la Gendarmerie contre le banditisme en Corse entre 1927 et 1934, qui sera récompensé en 2008 par le prix littéraire de la Gendarmerie et publié en 2012.
En 2015, il travaille à Paris comme webmaster pour Charlie Hebdo depuis trois ans. Le 7 janvier 2015, il est la première des victimes de l'attentat contre la rédaction du journal satirique. Il reçoit une balle de kalachnikov dans le cou, qui perfore son poumon, endommage sa moelle épinière et ressort vers son omoplate gauche. Dans le coma pendant une semaine, hospitalisé neuf mois,, il perd l’usage de ses mains et de ses jambes, mais finit par parvenir à marcher à nouveau à l’aide de béquilles.
Il intervient depuis dans les établissements scolaires et milite pour l’indemnisation des victimes de terrorisme.
Il témoigne le 9 septembre 2020 au procès des complices des frères Kouachi, puis, le 27 septembre 2024, à celui du terroriste Peter Cherif.
Il est retrouvé mort le 17 octobre 2024 dans une chambre d’hôtel de Paris, à l'âge de 40 ans. Une enquête est ouverte pour déterminer les causes de sa mort.  
Parmi les personnalités qui lui rendent hommage figurent l'ancien président de la République François Hollande, la dessinatrice Coco, l'écrivain Yannick Haenel, le journaliste Matthieu Suc.  

### Vie privée
Simon Fieschi est marié avec une Australienne, prénommée Maisie, rencontrée dix-huit mois avant l'attentat. Le couple a une fille, âgée de 5 ans au moment du décès de son père.

## Publications
- Les Gendarmes en Corse, 1927-1934 : de la création d'une compagnie autonome aux derniers bandits d'honneur, Service historique de la Défense, coll. « Études », 28 mars 2012, 268 p. (ISBN 978-2-11-129049-5)
- « "Le dernier cri de la carte postale !" La collection de cartes postales en aluminium de Françoise Valette », Cahiers d'histoire de l'aluminium, Institut pour l'histoire de l'aluminium, vol. 2010/1, nos 44-45,‎ 2010, p. 8-31 (lire en ligne)

### Presse
- « Simon Fieschi. 10 ans de doigt d'honneur au terrorisme », Charlie Hebdo du 23 octobre 2024, n°1683.